# Torquigener randalli
Torquigener randalli är en fiskart som beskrevs av Hardy 1983. Torquigener randalli ingår i släktet Torquigener och familjen blåsfiskar. Inga underarter finns listade i Catalogue of Life.